# Kungsbondespel
Den här artikeln använder algebraisk schacknotation för att beskriva schackdragen.
Kungsbondespel refererar till samtliga schacköppningar som börjar med draget 1.e4.
Här ingår de öppna spelen (där svart svarar med 1...e5), de halvöppna spelen (där svart svarar med ett annat drag) och en del oregelbundna öppningar.